# Ушаков, Сергей Фёдорович
Серге́й Фёдорович Ушако́в (11 июня 1908 — 13 марта 1986) — советский военный деятель, штурман, генерал-полковник авиации, участник Советско-финской и Великой Отечественной войн. Герой Советского Союза (1943).

## Биография
Родился 11 июня 1908 года в посёлке Красномайский Вышневолоцкого уезда Тверской губернии в семье рабочего. Окончил десять классов средней школы. Работал на заводе «Красный Май».
В РККА с 1930 года, в следующем году вступил в ВКП(б). В 1935 году окончил Воронежскую школу лётчиков, в 1941 году — Полтавские курсы усовершенствования штурманов ВВС.
Участвовал в Советско-финской войне. Продемонстрировал в боях с финнами блестящие качества умелого штурмана. Совершил 14 эффективных боевых вылетов, за что досрочно получил звание капитана.
Участник Великой Отечественной войны с июля 1941 года. Водил эскадрилью четырёхмоторных бомбардировщиков в глубокий тыл врага на поражение военных объектов Данцига, Кёнигсберга), Тильзита, Бухареста, Варшавы и советских городов, занятых врагом. Его знали в полку как высококвалифицированного штурмана, в совершенстве овладевшего всеми способами самолётовождения, отличного бомбардира.
Подполковник Ушаков прокладывал путь к цели в самых сложных условиях. Однажды он вылетел на бомбометание железнодорожного узла Льгов. Сплошная облачность закрыла землю. Лётчик Михаил Васильевич Родных (впоследствии Герой Советского Союза) нервничал. Льгов был под ними. Первый и второй заходы не дали результата. Ушаков успокаивающе сказал: «Ничего, найдем! Будем снижаться ещё». Бомбардировщик сделал 10 заходов. Ни облачность, ни заградительный огонь не помешали экипажу обнаружить узел и поразить намеченные цели.
В марте 1943 года С. Ф. Ушаков выполнил особое правительственное задание. Его включили штурманом в экипаж подполковника Э. К. Пусэпа (вторым пилотом капитан Родных, штурманом был уже летавший с Пусэпом ранее Сергей Романов), самолёт которого доставил делегацию Советского правительства в Великобританию и совершил обратный перелёт в Москву. Поручение составляло государственную тайну — следовало доставить правительственный пакет королю Великобритании Георгу VI. Маршрут, незнакомый штурману, пролегал и над районами военных действий, и над полярным безмолвием. Ушаков отлично справился с особо важным поручением.
К маю 1943 года штурман эскадрильи 746-го авиационного полка подполковник Ушаков совершил 94 ночных боевых вылета на бомбардировку важных объектов в глубоком тылу противника, а также его войск.
Указом Президиума Верховного Совета СССР от 27 июля 1943 года за образцовое выполнение боевых заданий командования и проявленные при этом мужество и героизм подполковнику Сергею Фёдоровичу Ушакову было присвоено звание Героя Советского Союза.
С сентября 1943 года по май 1945 года помощник главного штурмана авиации дальнего действия. В 1949 году окончил Военную академию Генерального штаба. Главный штурман Дальней Авиации (1952—1956). Начальник штаба — первый заместитель командующего Дальней Авиации (29.04.1957 — 20.07.1959). С 1967 года — первый заместитель начальника Главного штаба ВВС СССР.
В 1971 году Сергей Фёдорович ушёл в запас в звании генерал-полковника авиации. Жил в Москве. Стал автором книги «В интересах всех фронтов», которая была издана в Москве в 1982 году.
Жил в Москве в «Генеральском доме» на Ленинградском проспекте, 75, а с 1954 года — на Смоленской набережной, 5/13. 
Умер 13 марта 1986 года. Похоронен в Москве на Кунцевском кладбище (участок 9-2).

## Награды
- Герой Советского Союза (Указ Президиума Верховного Совета СССР от 27 июля 1943 года, медаль «Золотая Звезда» № 1057)[1];
- Два ордена Ленина;
- Четыре ордена Красного Знамени (1940, 18 августа 1942 года, …, …)[3];
- Орден Александра Невского (16 мая 1945 года)[4];
- Два ордена Отечественной войны I степени (…,11 марта 1985 года)[5];
- Орден Красной Звезды;
- Другие награды.

## Память
- В Москве на фасаде дома 54 на улице Народного Ополчения в 2024 году установлена мемориальная доска.